# チャールズ・ヒュー・アリソン
チャールズ・ヒュー・アリソン（英：Charles Hugh Alison、1883年3月5日 - 1952年10月20日）は、イギリス出身のゴルフコースの設計者。

## 経歴
チャールズ・ヒュー・アリソンは1883年3月5日にイギリスのランカシャー州プレストンに生まれ、オックスフォード大学の造園学部を専攻した後、ハリー・コルトらと共にゴルフコースの設計に携わった。
ゴルフコースの設計に関しては、1929年のミルウォーキー・カントリー・クラブ（アメリカ合衆国・ウィスコンシン州ミルウォーキー）や1927年のセンチュリー・カントリー・クラブ（同・ニューヨーク州パーチェス）などで知られている。
日本のゴルフコース設計にも携わっている。アリソンの来日は1度のみ、滞在期間は2か月半。1930年（昭和5年）12月、アリソンは東京ゴルフ倶楽部の招きで来日すると、コース予定地の埼玉県朝霞を視察後、帝国ホテルに10日間籠って東京ゴルフ倶楽部朝霞コースの図面を書き上げたという。その2・3カ月間の滞在の際、東京ゴルフ倶楽部朝霞コース(埼玉県朝霞市、1932年開場、現存せず)他、藤沢カントリー倶楽部(神奈川県藤沢市、現存せず)、川奈ホテル富士コース（静岡県伊東市、1936年開場）、廣野ゴルフ倶楽部（兵庫県三木市、1932年開場）の設計、霞ヶ関カンツリー倶楽部（埼玉県川越市）東コースや鳴尾ゴルフ倶楽部（兵庫県川西市）、茨木カンツリー倶楽部（大阪府茨木市、コース改修）東コースの監修や改造にも関わった。また、京都の桂離宮、修学院離宮、竜安寺などの庭園を見学して感銘を受けた。
アリソンのゴルフコースの設計思想（コースの自然との調和、戦略が要求されるコースの特性、日本庭園に見られるようなコースの様式美）は、日本のゴルフコースの設計者にも影響を与えた。また、深くてあごが高く、法面が反り立っており、一度落とすと脱出が困難な『アリソンバンカー』を考案したことでも知られている。
スポーツのキャリアは、クリケットはファーストクラスで、ゴルフは5歳から始め、大学に入学したときにゴルフ部に入部。1903年には代表としてアメリカ遠征で6勝無敗の成績を残し、全英アマ選手権で優勝寸前、イングランドのアマチュア選手権で2度優勝した経験もあるほどの腕前を持っていた。
第一次世界大戦および第二次世界大戦では暗号解読の任務に携わったこともある。
1952年10月20日、南アフリカ共和国ケープタウンにて死去。享年69。

## 関連リンク
- チャールズ・ヒュー・アリソン設計コース一覧 - ゴルフ場ランキング倶楽部
- アリソンの来日とその設計コース - 日本ゴルフコース設計者協会HP
- C. H. Alison（海外のゴルフコースの設計実績） - WORLDGOLF